# Poncelet (cràter)

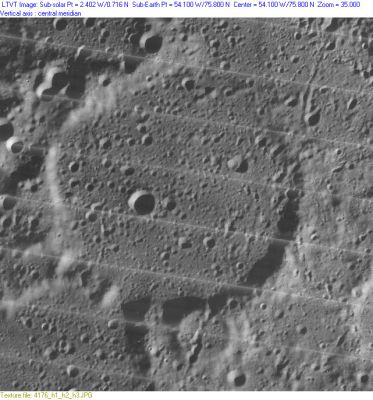
Fotografia de la missió Lunar Orbiter 4

Poncelet està constituït per les restes d'un cràter d'impacte que es troba prop del terminador nord de la Lluna. Es troba a l'est-nord-est del cràter Pascal i al nord-oest d'Anaxímenes.

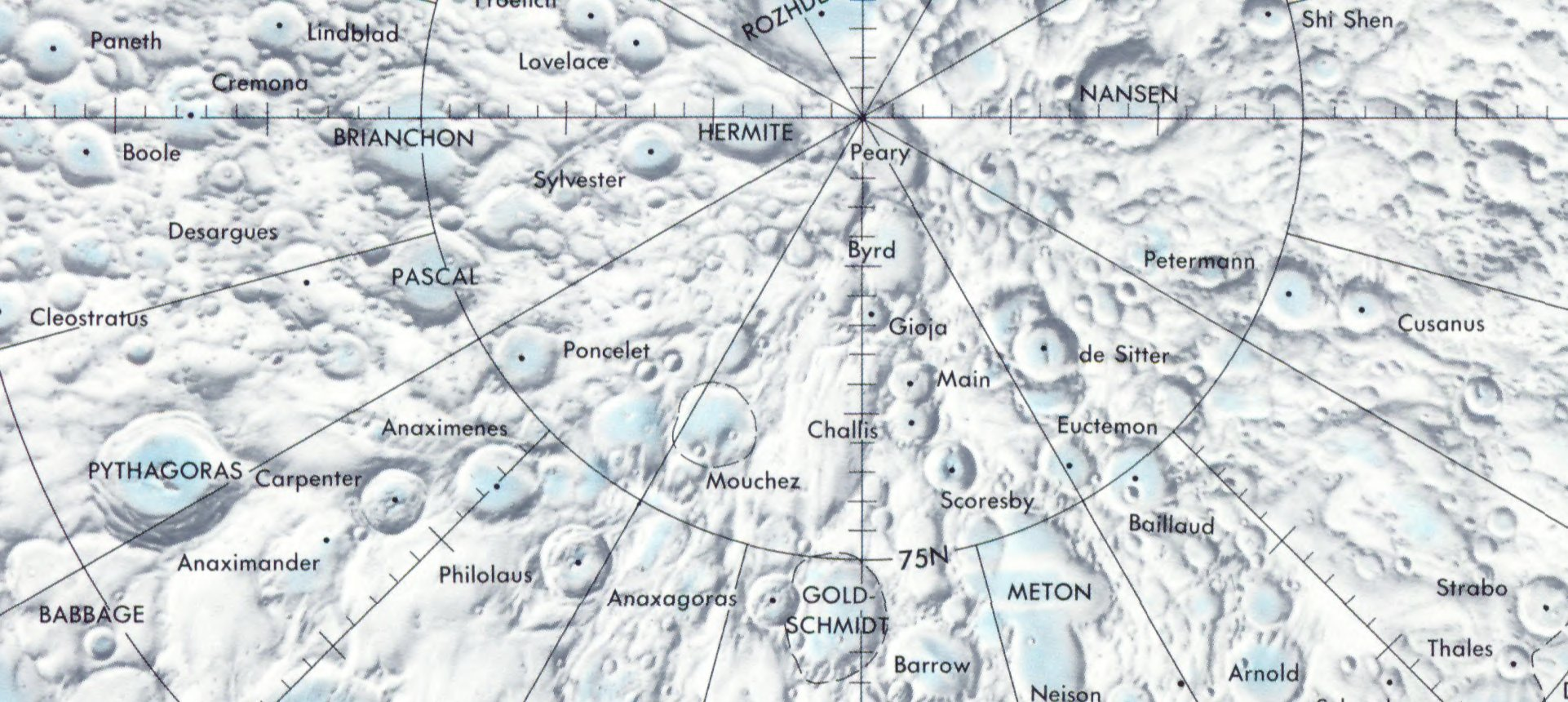
Localització de Poncelet (prop del centre de la meitat esquerra de la imatge)

Igual que Anaxímenes, Poncelet és una formació desgastada, erosionada amb un interior que ha estat inundat per la lava o possiblement per materials ejectats. La vora exterior és una cresta baixa i circular amb un estret trencament cap al sud i una escletxa més ampla cap al nord-est. El sòl interior està marcat amb molts petits cràters, el més notable dels quals és Poncelet H, situat just al sud-est del punt central.

## Cràters satèl·lit
Per convenció aquests elements són identificats en els mapes lunars posant la lletra en el costat del punt central del cràter que està més proper a Poncelet.
|          | \| Poncelet \| Coordenades \| Diàmetre \| \| -------- \| ------------------------------------ \| -------- \| \| A \| 79° 30′ N, 74° 42′ O / 79.5°N,74.7°O \| 31 km \| \| B \| 78° 36′ N, 62° 18′ O / 78.6°N,62.3°O \| 32 km \| \| C \| 77° 24′ N, 73° 42′ O / 77.4°N,73.7°O \| 67 km \| \| D \| 77° 42′ N, 70° 00′ O / 77.7°N,70.0°O \| 23 km \| \| H \| 75° 42′ N, 55° 12′ O / 75.7°N,55.2°O \| 7 km \| \| P \| 80° 36′ N, 61° 06′ O / 80.6°N,61.1°O \| 15 km \| \| Q \| 79° 54′ N, 59° 54′ O / 79.9°N,59.9°O \| 14 km \| \| R \| 79° 18′ N, 57° 18′ O / 79.3°N,57.3°O \| 10 km \| \| S \| 78° 42′ N, 56° 12′ O / 78.7°N,56.2°O \| 10 km \| |          |
| Poncelet | Coordenades | Diàmetre |
| A        | 79° 30′ N, 74° 42′ O / 79.5°N,74.7°O | 31 km    |
| B        | 78° 36′ N, 62° 18′ O / 78.6°N,62.3°O | 32 km    |
| C        | 77° 24′ N, 73° 42′ O / 77.4°N,73.7°O | 67 km    |
| D        | 77° 42′ N, 70° 00′ O / 77.7°N,70.0°O | 23 km    |
| H        | 75° 42′ N, 55° 12′ O / 75.7°N,55.2°O | 7 km     |
| P        | 80° 36′ N, 61° 06′ O / 80.6°N,61.1°O | 15 km    |
| Q        | 79° 54′ N, 59° 54′ O / 79.9°N,59.9°O | 14 km    |
| R        | 79° 18′ N, 57° 18′ O / 79.3°N,57.3°O | 10 km    |
| S        | 78° 42′ N, 56° 12′ O / 78.7°N,56.2°O | 10 km    |